# Tonhon Chonlatee
《Tonhon Chonlatee》，為泰國GMM 25與AIS Play於2020年11月13日起播出的愛情電視劇，由Pod及Khaotung主演。
此劇由GMMTV製作，為2020年7月該公司公佈首兩部與AIS Play平台合作的電視劇之一。其後，此劇於2020年11月在GMM 25電視台及AIS Play首播，翌年1月終映。

## 劇情簡介
Tonhon和Chonlatee是兩個自小認識的好朋友，但Chonlatee一直默默暗戀著Tonhon，但Tonhon對他只是擁有如同照顧親弟弟般的情誼，使Chonlatee難以表達他的感情，只能默默的看著好友考上了大學後結識女朋友。直到考上了Tonhon同一間大學後，Chonlatee決定不能再繼續維持單戀的狀態，一天他克制不住自己，在Tonhon睡著時吻了他，但Tonhon則馬上醒來並推開了他。然而，Tonhon自那天起開始困惑起來，思考一直對Chonlatee的情誼究竟是什麼。

## 演員陣容
註：括號內的演員姓名為小名。

### 主要人物
- 蘇法空·斯里弗松（Pod）飾演 Tonhon

自小起將Chonlatee當成弟弟般照顧的哥哥，與Chonlatee就讀同一間大學。
- 塔納瓦·拉達納奇派山（Khaotung）飾演 Chonlatee

暗戀Tonhon但在知道他有女朋友後不敢表露心意，在進入大學後很受周邊的男同學歡迎。

### 其他人物
- 吉拉迪·庫立亞古（Toptap）飾演 Ai

Tonhon的大學同學及朋友，Nhai的男朋友。
- 辛納拉·西里朋查瓦雷（Mike）飾演 Nhai

Tonhon的大學同學及朋友，Ai的男朋友。
- 迪洛克·通·瓦塔纳（Moo）飾演 Tonhon的爸爸
- Kalaya Lerdkasemsap（Ngek）飾演 Tonhon的媽媽
- 西瓦科恩·勒爾科喬特（Guy）飾演 Itt

Tonhon的姐夫。
- Jennifer Kim 飾演 Na

Chonlatee的媽媽。
- 柴·尼姆塔瓦特（Neo）飾演 Na

Chonlatee的朋友，主動認識Chonlatee的同屆大學新生。
- 安比查婭·薩瓊（Ciize）飾演 Pang

Chonlatee的朋友。
- 彩拿甘·阿旁蘇提南（Gunsmile）飾演 Neung

喜歡Chonlatee的學長。
- 帕查娜·塔布彤（Kapook）飾演 Amp

Tonhon的前女友。
- 普洛伊湘普·素帕莎（Jan）飾演 Miriam

Tonhon為Ai和Nhai安排的按摩妹，受兩人所託假裝為他們的追求對象。

## 劇集迴響

### 泰國電視收視
- 收視最低的集數以藍色表示，收視最高的集數以紅色表示，而空格則表示該集的收視沒有相關數據。

| 集數 No.   | 播放日期       | 播放時段 (UTC+07:00) | 平均收視率 | 來源   |
| ---------- | -------------- | -------------------- | ---------- | ------ |
| 1          | 2020年11月13日 | 星期五 21:30         | 0.191      | [ 5 ]  |
| 2          | 2020年11月20日 | 星期五 21:30         | 0.088      | [ 6 ]  |
| 3          | 2020年11月27日 | 星期五 21:30         | 0.218      | [ 7 ]  |
| 4          | 2020年12月4日  | 星期五 21:30         | 0.153      | [ 8 ]  |
| 5          | 2020年12月11日 | 星期五 21:30         | 0.191      | [ 9 ]  |
| 6          | 2020年12月18日 | 星期五 21:30         | 0.134      | [ 10 ] |
| 7          | 2020年12月25日 | 星期五 21:30         | 0.174      | [ 11 ] |
| 8          | 2021年1月8日   | 星期五 20:30         | 0.111      | [ 12 ] |
| 9          | 2021年1月15日  | 星期五 20:30         | 0.057      | [ 13 ] |
| 10         | 2021年1月22日  | 星期五 20:30         | 0.200      | [ 14 ] |
| 平均收視率 | 平均收視率     | 平均收視率           | 0.152      | 1      |

^1  基於每集的平均觀眾份額。

## 外部連結
- GMMTV官方網站（页面存档备份，存于）（泰文）
- MyDramaList 劇集介紹及劇評 （页面存档备份，存于）（英文）
- 豆瓣劇集介紹 （页面存档备份，存于）（中文）